# 말레이땃쥐
말레이땃쥐(Crocidura malayana)는 땃쥐과에 속하는 포유류의 일종이다. 말레이시아의 고유종이다. 서식지 감소로 멸종 위협을 받고 있다.